# Upper Gbardru
Upper Gbardru är en klan i Liberia.   Den ligger i regionen Grand Gedeh County, i den östra delen av landet, 300 km öster om huvudstaden Monrovia.